# Bukit Apit Puhun
Bukit Apit Puhun is een bestuurslaag in het regentschap Bukittinggi van de provincie West-Sumatra, Indonesië. Bukit Apit Puhun telt 4647 inwoners (volkstelling 2010).